# Олтішору
Олтішору (рум. Oltișoru) — село у повіті Олт в Румунії. Входить до складу комуни Геняса.
Село розташоване на відстані 144 км на захід від Бухареста, 7 км на південний захід від Слатіни, 38 км на схід від Крайови.

## Населення
За даними перепису населення 2002 року у селі проживали 386 осіб, усі — румуни. Усі жителі села рідною мовою назвали румунську.